# Der gute Tag
Der gute Tag ist eine Novelle von Wilhelm Raabe, die im Februar 1875 entstand und im Januar 1912 posthum in dem Familienblatt „Daheim“ in Leipzig erschien.
Die vermögende Berliner Hausbesitzerin Fräulein Adelgunde erhöht die Mieten ihrer Mietsleute und erlebt schließlich eine böse Überraschung.

## Inhalt
In der Nacht zum 1. April träumt das immer noch unverheiratete Fräulein Adelgunde von den am Morgen eingehenden Bargeldzahlungen, aber auch von den ihr entgangenen Männern. Da hatte einmal ein photographischer Künstler sein Atelier unterm Dach ihres Mietshauses gehabt. Darin wohnt heute Fräulein Adelgundes alleroberste Mieterin, die 20-jährige Louise Stieglitz – ein „zierlich-elastisches, wohlformiertes“, liebliches Fräulein. Adelgunde blickt darauf im Traum hinüber auf die andere Straßenseite zu einem begehrenswerten 40-jährigen Junggesellen, dem Hausbesitzer Franz Blankow. Der hat auch nicht angebissen, obwohl doch Fräulein Adelgunde versucht hatte, ein wenig jünger als er zu erscheinen. Offenbar ist Franz in sein Cello verliebt.
Zunächst meint Fräulein Adelgunde am Vormittag des 1. April, sie habe einen guten Tag. Die Mieter tanzen der Reihe nach brav an und werden gehörig abkassiert. Die Hausbesitzerin macht mehrfach von ihrem Recht Gebrauch, am Quartalsanfang eines Jahres die Miete zu erhöhen. Dem nicht genug. Fräulein Adelgunde kündigt einer unliebsamen – weil kinderreichen – Familie. Überhaupt werden an diesem 1. April hauptsächlich Kinderreiche von den kaltherzigen Entscheidungen der Hausbesitzerin auf das Empfindlichste getroffen. Fräulein Adelgunde fühlt sich äußerst wohl dabei. Nur eine winzige Kleinigkeit ist ärgerlich. Das Blondinchen unterm Dach lässt Fräulein Adelgunde warten. Die Hausbesitzerin will schon voller Ingrimm zu Fräulein Louise Stieglitz hinaufsteigen, als das „naseweise Geschöpf“ endlich erscheint.
Fräulein Adelgunde hat einen schlimmen Tag. Die Neuigkeit trifft die Jungfer wie der Blitz aus heiterem Himmel. Fräulein Louise Stieglitz und Herr Franz Blankow grüßen als Verlobte. Die Braut wird ausziehen. Im Laufe des Tages wird der Bräutigam die Miete für seine Braut herüberschicken.

## Zitate
- „Ein Jammer, daß die schönsten Momente im Traum sowohl wie im Wachen es so unendlich eilig haben!“[3]
- Raabe über seine Bemühungen als Autor dieses Textes: „… wir, die wir uns nun wieder einmal seitenlang abgequält haben, uns und der Welt das Unerhörte sichtbar, das Unglaubliche möglich und das Unmögliche glaublich zu machen.“[4]

## Rezeption
- In seiner Humoreske habe Raabe ein Tagesthema aufgegriffen  die Wohnungsnot zu Anfang der 1870er Jahre[5] im Deutschen Reich. Hoppe weist auf ein gemeinsames Merkmal der Erzählung mit „Auf dem Altenteil“ und „Ein Besuch“ hin: In allen drei Texten sei die Vision beziehungsweise der Traum Stilelement.[6]

## Ausgaben

### Verwendete Ausgabe
- Der gute Tag oder die Geschichte eines ersten Aprils. S. 329–363. Mit einem Anhang, verfasst von Karl Hoppe, S. 463–469 in Hans Finck (Bearb.), Karl Hoppe (Bearb.): Wunnigel. Deutscher Adel. Der gute Tag. Auf dem Altenteil. Ein Besuch.  Vandenhoeck & Ruprecht, Göttingen 1977. Bd. 13 (2. Aufl., besorgt von Jörn Dräger), ISBN 3-525-20126-5 in Karl Hoppe (Hrsg.), Jost Schillemeit (Hrsg.), Hans Oppermann (Hrsg.), Kurt Schreinert (Hrsg.): Wilhelm Raabe. Sämtliche Werke. Braunschweiger Ausgabe. 24 Bde.